# Struktura Markusha

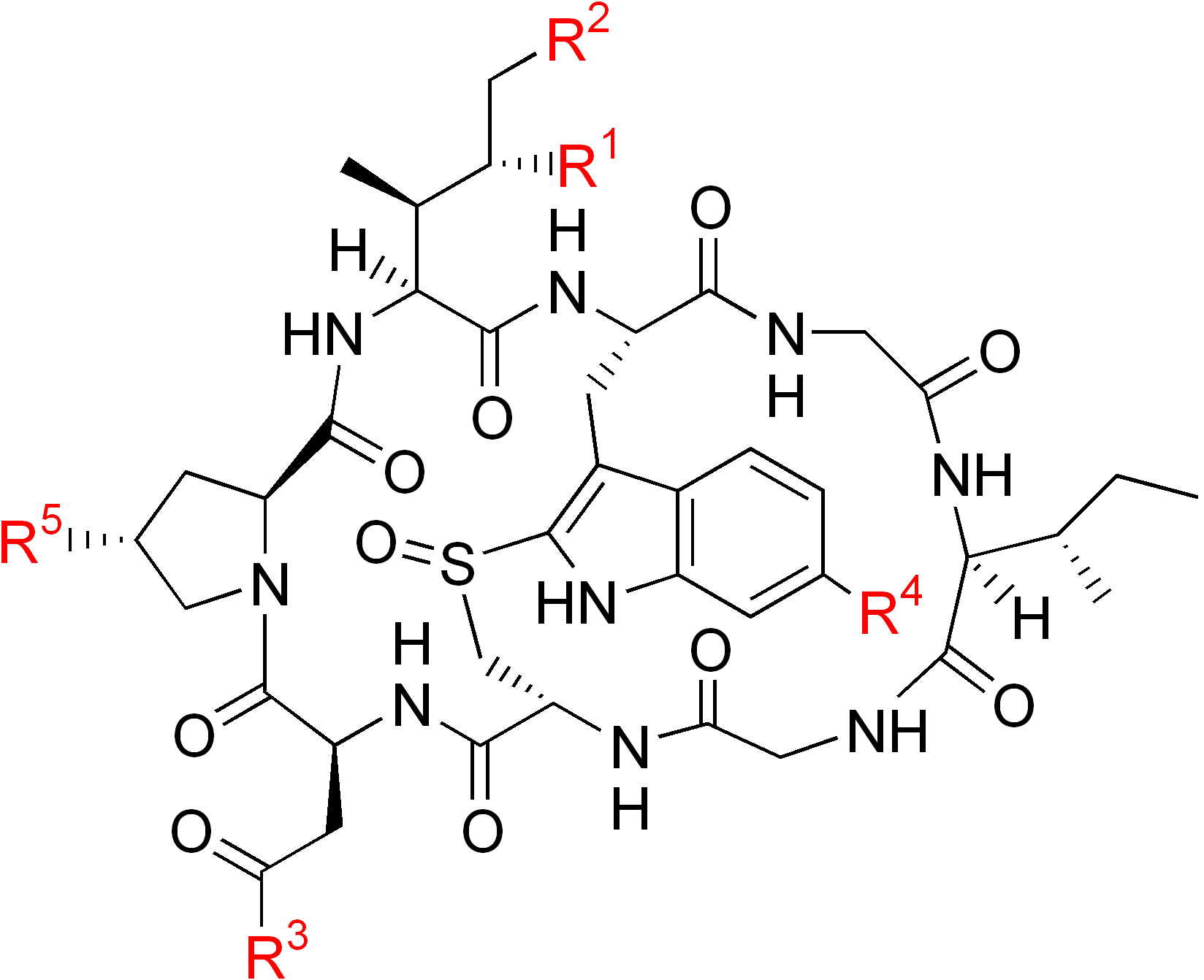
Ogólna struktura amanitotoksyn, fragmentami zmiennymi są podstawniki od R^{1} do R^{5}

Struktura Markusha – sposób przedstawienia grupy powiązanych ze sobą strukturalnie związków chemicznych, stosowany w literaturze chemicznej oraz będący jedną z form zastrzeżenia patentowego. Struktura cząsteczki związku chemicznego przedstawiona w ten sposób składa się z fragmentu stałego (niezmiennego) dla wszystkich związków wchodzących w skład grupy oraz przynajmniej jednego fragmentu zmiennego, odróżniającego każdy związek. Fragmenty zmienne będące podstawnikami często oznaczane są literą „R” wraz z kolejną cyfrą w indeksie górnym.

## Pochodzenie nazwy
Nazwa tego sposobu przedstawiania struktur chemicznych wzięła się od amerykańskiego wynalazcy węgierskiego pochodzenia Eugene’a Armanda Markusha. W latach 20. XX wieku próbował on uzyskać patent, w którym zastrzegał użycie nie konkretnego związku chemicznego, a ogólnej grupy związków różniących się określonymi cechami strukturalnymi. Pomimo odrzucenia wniosku o wydanie patentu, Markush skutecznie odwołał się od tej decyzji i w 1924 roku patent uzyskał.

## Struktury Markusha w opisach patentowych

Przykład struktury Markusha typowej dla opisów patentowych

Zastrzeżenie Markusha wymaga, aby podana była lista wszystkich zastrzeganych zmiennych fragmentów struktury, a brak wskazania możliwej cechy strukturalnej oznacza, że nie podlega ona zastrzeżeniu. Pojawienie się możliwości użycia struktur Markusha w opisach patentowych szybko sprawiło duże problemy z ich indeksowaniem, a następnie przeszukiwaniem takich baz danych. Uprzednio dla związków chemicznych stosowano nazwy systematyczne i wzory chemiczne, które w przypadku ogólnych struktur z wieloma zmiennymi fragmentami przestały mieć zastosowanie. Sprawę komplikowały również niedoskonałości samych struktur Markusha – użycie różnych sposobów rysowania struktur chemicznych i wskazywania fragmentów zmiennych, przez co zastrzeżenia z różnych patentów mogły się w sposób niezauważony częściowo pokrywać, duży wzrost skomplikowania struktur Markusha (pierwsze zastrzeżenie tego typu było bardzo krótkie, jednak z biegiem lat zastrzeżenia Markusha zaczęły czasem liczyć wiele stron), a także niekiedy przedstawianie struktur Markusha w sposób zupełnie odmienny od prawidłowych struktur chemicznych. Na przestrzeni lat wiele dużych przedsiębiorstw z branży chemicznej opracowało własne systemy indeksowania i przeszukiwania struktur Markusha. Do końca pierwszej dekady XXI wieku systemy te zostały znacznie udoskonalone, koszt ich użycia zauważalnie spadł, a wiele problemów i ograniczeń poprawiono, choć w literaturze wciąż wskazywane są niedoskonałości tych rozwiązań, jak również problemy związane z samym stosowaniem zastrzeżeń Markusha.

## Ogólne struktury klas związków chemicznych
Przedstawianie ogólnych struktur dla całych klas związków chemicznych stosowane jest również w chemii, choć nie jest obwarowane taką samą koniecznością wymienienia wszystkich możliwych fragmentów zmiennych, jak w przypadku opisów patentowych. Na strukturze Markusha oparta jest koncepcja podstruktury (ang. substructure), wykorzystywana w wielu chemicznych bazach danych do wyszukiwania związków chemicznych zawierających w swojej strukturze określony fragment, np. w bazie PubChem czy ChEBI, jak również możliwa do przedstawienia m.in. w notacji SMARTS. Międzynarodowa Unia Chemii Czystej i Stosowanej (IUPAC) ma w planach umożliwienie przedstawiania struktur Markusha w ramach InChI.

### Przedstawianie ogólnych struktur chemicznych
Z uwagi na wiele sposobów rysowania struktur chemicznych, istnieją zalecenia Międzynarodowej Unii Chemii Czystej i Stosowanej dotyczące prawidłowego przedstawiania struktur chemicznych, w tym ogólnych struktur dla klas związków oraz struktur podstawników.